# Cerge-ei
CERGE-EI (Center for Economic Research & Graduate Education — Economics Institute) — образовательное и научное заведение в Чехии, которое предоставляет магистерское и докторское экономическое образование по американским стандартам (МА and PhD in Economics), а также магистратуру по направлению «Прикладная экономика» (MAE program, MA in Applied Economics). Он расположен во дворце Шебеков в центре Праги.
Все вышеуказанные образовательные программы имеют аккредитацию Нью-Йоркского отдела образования (the New York State Board of Regents). Кроме магистерского и докторского образования CERGE-EI предлагает студентам бакалаврскую программу (UPCES, Undergraduate Program in Central European Studies).
CERGE-EI проводит исследования в областях теоретической и прикладной экономики, а также экономической политики.
CERGE-EI основан двумя главными научными заведениями в Чешской Республике – Карловым Университетом в Праге и Академией Наук Чешской Республики. Начало было положено в 1991 году, когда Ян Швейнар (Jan Svejnar) и Йозеф Зеленец (Josef Zieleniec) основали центр для обучения нового поколения учёных-экономистов из пост-коммунистических стран. На сегодняшний день студентами CERGE-EI являются граждане Центральной и Восточной Европы, России, СНГ, Центральной Азии и других стран.

## CERGE-EI как научное сообщество
Около 120 студентов из 30 стран мира, преимущественно из Центральной и Восточной Европы, пост-советских стран, обучаются в CERGE-EI. Преподавательский состав также является интернациональным и представлен гражданами 19 стран мира. Большинство преподавателей получили научную степень в известных американских университетах и в Западной Европе. Поиск новых преподавателей происходит на мировом рынке вакансий. Английский язык является рабочим языком CERGE-EI.

## Образовательные программы

### Магистерские и докторские программы
Докторская программа разработана по стандартам американской системы образования. Она состоит из двух частей. В течение первых двух лет студенты посещают занятия и сдают экзамены по курсам предметов, затем в течение последующих двух лет они пишут диссертацию под руководством научного куратора. Если студент успешно сдает все экзамены на первом этапе, то он получает степень магистра экономики по окончании второго года. На втором этапе студенты как правило проводят часть своих исследований в университетах Западной Европы и США.
По окончании обучения студенты устраиваются на работу в международные организации, такие как: Международный Валютный Фонд, Европейский Банк Реконструкции и Развития, университеты, консалтинговые фирмы, частные финансовые институты, министерства и центральные банки. Также некоторые студенты CERGE-EI приглашаются на работу в аппараты управления компаний, однако, это не говорит о том, что образовательные программы CERGE-EI подразумевают менеджерское образование (как MBA).

### Финансирование обучения
Многие студенты CERGE-EI получают гранты (стипендии) на обучение в течение первых двух лет. Почти все студенты продолжают получать стипендии на обучение и на последующих годах обучения. На старших курсах, начиная с пятого, студенты получают финансирование в форме зарплаты как младшие научные сотрудники (JEIRs). Избранные студенты 3-го и 4-го курсов также получают возможность такого финансирования.

### Центр Академического Языка
При поступлении на образовательные программы CERGE-EI, институт не требует сертификатов TOEFL или каких-либо других языковых экзаменов. Однако, на протяжении всего обучения студенты посещают курсы английского языка и академических навыков в специализированном языковом центре. В течение первых двух лет программа предусматривает обязательные курсы академического письма. На старших курсах преподаватели центра консультируют студентов при написании диссертации на английском языке.

## Магистерская программа «Прикладная Экономика», MAE program
Программа MAE является годовой программой, состоящей из трех семестров, по направлению «Прикладная Экономика». Данная программа полностью проводится на английском языке и включает в себя курсы по академическому английскому языку. Студенты могут выбрать свою специализацию из ряда представленных предметов. Полученная научная степень аккредитована Отделом Образования Университета Нью-Йорка и поэтому признана на территории США. Студентам оказывается всесторонняя помощь в вопросах связанных с визой, проживанием и другими моментами, связанных с пребыванием в Праге. Диплом, полученный по окончании данной программы, позволяет студентам занять высоко оплачиваемые должности в международных организациях, связанных с аналитикой, консалтингом, корпоративном бизнесе, финансовых институтах, банках и государственных учреждениях.

## Научная работа
Social Science Research Network (SSRN) в своём рейтинге лучших исследовательских центров и экономического образования присвоил CERGE-EI 58 место из 1236 институтов мира. По версии Research Papers in Economics (RePEc) CERGE-EI попал в 6% лучших исследовательских центров/экономических институтов Европы.

## GDN
CERGE-EI является официальным представителем Глобальной сети развития (GDN) в Центральной и Западной Европе. По программе GDN  CERGE-EI награждает около 25 перспективных молодых учёных из Центральной Европы. Присуждение данных грантов происходит под руководством известных учёных. Лауреаты данной программы, а также правила участия можно найти по ссылке https://web.archive.org/web/20100728063831/http://cloud2.gdnet.org/cms.php?id=gdn_development_research

## Финансовая поддержка
CERGE-EI получает финансовую поддержку посредством образовательных и исследовательских грантов от Чешского Правительства, чешских и иностранных организаций. Также финансирование осуществляется частными лицами, разнообразными фондами и компаниями. Привлечением средств занимаются специальные отделения: CERGE-EI Foundation U.S.A. и Nadace CERGE-EI. Некоторая часть средств приходит в форме платного образования студентов.